# Бет (ефіопська літера)

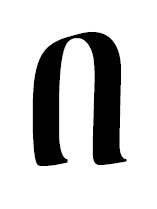

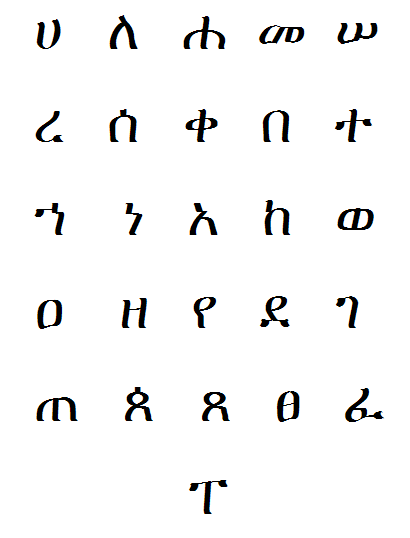

Бет (амх. ቤት) — дев'ята літера ефіопської абетки, позначає дзвінкий губно-губний проривний звук /b/.
- በ — бе
- ቡ — бу
- ቢ — бі
- ባ — ба
- ቤ — бе
- ብ — би, б
- ቦ — бо